# Lokalism
Lokalism beskriver ett rad politiska filosofier som prioriterar det lokala. Allmänt stödjer lokalismen lokal produktion och konsumtion, lokal kontroll av ämbeten och främjande av lokalhistoria, lokal kultur och lokal identitet. Lokalism kan motsättas regionalism och centralism, med motsatsen hittad i det enhetsstaten.
Lokalism kan också referera till en systematisk tillvägagångssätt för att organisera ett nationella regering så att lokalt autonomi behålls snarare än att följa den vanliga mönstret av regeringen och politisk makt blir centraliserad över tiden.